# Explosions in the Sky
Explosions in the Sky är ett amerikanskt postrock-band. Bandet grundades i Austin, Texas 1999. De blev snabbt kända för sina liveshower.
Bandet fick i samband med terrorattentaten den 11 september medieuppmärksamhet i och med att deras album Those Who Tell the Truth Shall Die, Those Who Tell the Truth Shall Live Forever som släppts en vecka tidigare hade med en bild av ett flygplan med texten "This Plane Will Crash Tomorrow" ("Detta plan kommer att störta imorgon").

## Medlemmar
Ordinarie medlemmar
- Munaf Rayani – gitarr, keyboard, percussion
- Mark Smith – gitarr, synrhesizer
- Michael James – basgitarr, gitarr, keyboard
- Chris Hrasky – trummor

Turnerande medlemmar
- Carlos Torres – basgitarr, gitarr, keyboard, percussion

## Diskografi
Studioalbum
- 2000 – How Strange, Innocence
- 2001 – Those Who Tell the Truth Shall Die, Those Who Tell the Truth Shall Live Forever
- 2003 – The Earth is Not a Cold Dead Place
- 2005 – The Rescue
- 2007 – All of a Sudden I Miss Everyone
- 2011 – Take Care, Take Care, Take Care
- 2016 – The Wilderness

Bandet står också för merparten av soundtracket till filmarna Friday Night Lights från 2004, Prince Avalanche och Lone Survivor, båda från 2013.